# Allogaster nigripennis
Allogaster nigripennis är en skalbaggsart som beskrevs av Aurivillius 1915. Allogaster nigripennis ingår i släktet Allogaster och familjen långhorningar. Inga underarter finns listade i Catalogue of Life.